# جيروم لي بانير
جيروم لي بانير (بالفرنسية: Jérôme Le Banner)‏ هو لاعب كاراتيه وملاكم كيك بوكسينغ وفنان قتال مختلط وملاكم تايلندي ومصارع محترف وملاكم وممثل فرنسي، ولد في 26 ديسمبر 1972 بلو هافر في فرنسا.

## وصلات خارجية
- جيروم لي بانير على موقع بوكس ريك (الإنجليزية) (registration required)
- جيروم لي بانير على موقع شيردوغ (الإنجليزية)
- جيروم لي بانير على موقع WrestlingData.com (الإنجليزية)
- جيروم لي بانير على موقع CageMatch worker (الإنجليزية)
- جيروم لي بانير على موقع قاعدة بيانات المصارعة على الإنترنت (الإنجليزية)

- جيروم لي بانير على موقع IMDb (الإنجليزية)
- جيروم لي بانير على موقع ألو سيني (الفرنسية)
- جيروم لي بانير على موقع أول موفي (الإنجليزية)
- جيروم لي بانير على موقع قاعدة بيانات الأفلام السويدية (السويدية)
- جيروم لي بانير على موقع قاعدة بيانات الفيلم (الإنجليزية)
- جيروم لي بانير على موقع كينوبويسك (الروسية)